# Charidotella flaviae
Charidotella flaviae is een keversoort uit de familie bladkevers (Chrysomelidae). De wetenschappelijke naam van de soort werd in 2005 gepubliceerd door Maia & Buzzi.